# Божидар Спасић
Божидар Спасић (Скопље, 1922 — 2002) био је лекар и бивши начелник Гинеколошко-акушерске службе у Лесковцу.

## Биографија
Др Божидар Спасић (1922–2002) рођен је 1922. године у Скопљу. Медицински факултет је завршио 1956. године у Београду. Специјализацију из гинекологије и акушерства доделио му је диспанзер за жене, Центра за мајку и дете. Интеграцијом болнице и Центра диспанзер за жене припада гинеколошкој служби, тако да др Спасић наставља рад у њој. После смрти др Киша конкурсом је изабран за начелника Гинеколошко-акушерске службе. Показивао је веће интересовање за породиљство. Едуковао је већи број лекара на специјализацији из гинекологије и акушерства. Био је члан председништва ГАС Србије. Добитник је дипломе СЛД и Секције гинеколога и акушера.